# Ashikaga Yoshihide
Ashikaga Yoshihide (足利 義栄, Ashikaga Yoshihide, 1538-28 octobre 1568) a été le quatorzième des shoguns Ashikaga de la fin de la période Muromachi de l'histoire du Japon. Yoshihide était le petit-fils du onzième shogun Yoshizumi Ashikaga et a régné brièvement de février à septembre 1568.
Soutenu par Matsunaga Hisahide et les vassaux de Miyoshi Nagayoshi, Yoshihide devient seii taishogun trois ans après la mort de son cousin, le treizième shogun Yoshiteru Ashikaga. Cependant, à cause de la situation politique à Kyōto à ce moment, il ne peut pas entrer dans la capitale.
En septembre 1568, Oda Nobunaga fait entrer ses armées dans Kyōto, prend la capitale, et installe Yoshiaki Ashikaga en tant que quinzième shogun. Yoshihide, qui n'a jamais été capable de prendre son poste dans la capitale, meurt peu après de maladie.